# Aknyeo
Aknyeo (hangul: 악녀; rr: Ak nyeo; bra: A Vilã) é um filme de ação e suspense sul-coreano de 2017 dirigido por Jung Byung-gil.

## Sinopse
Depois de ser criada na China pela mesma organização criminosa responsável pela morte de seu pai, e treinada para tornar-se uma “máquina de matar”, a jovem Sook-hee sonha em vingar-se de seus captores e começar uma nova vida. Após uma missão particularmente perigosa, todos acreditam que ela esteja morta; na verdade, seu corpo agonizante é levado por um destacamento dos serviços secretos coreanos, liderados pelo ambicioso e gelado Kwon. Este último oferece à menina a oportunidade de mudar completamente sua identidade por meio de uma operação cirúrgica e ser uma “célula adormecida” a serviço do governo.
Sook-hee, com a identidade de Chae Yeon-soo, muda-se assim para Seul, para exercer a profissão de atriz de teatro como disfarce. Nesse ínterim, ela se apaixona por seu vizinho, Lee Joong-sang, com quem mais tarde decidirá se casar; só mais tarde ele descobrirá que, na realidade, ele também era um agente secreto e que o encontro deles não foi acidental. Embora o acordo inicial com Kwon previsse dez anos de trabalho como “assassino do governo” para depois ter a liberdade em troca, Sook-hee decide fazer justiça com as próprias mãos. Depois de vingar-se tanto das pessoas que a sequestraram quanto das pessoas que a abusaram, ela é finalmente presa pela polícia, ao que responde com um sorriso zombeteiro.

## Elenco
- Kim Ok-vin como Sook-hee / Chae Yeon-soo
  - Min Ye-ji como jovem Sook-hee
- Shin Ha-kyun como Lee Joong-sang
- Sung Joon como Jung Hyun-soo
- Kim Seo-hyung como Kwon-sook
- Jo Eun-ji como Kim Sun
- Lee Seung-joo como Choon-mo
- Son Min-ji como Min-joo
- Kim Yeon-woo como Eun-hye

### Camafeu
- Jung Hae-kyun como Jang Chun
- Park Chul-min como pai de Sook-hee
- Kim Hye-na como novata em treinamento

## Lançamento
O filme estreou no Festival de Cannes, onde recebeu uma ovação de pé de quatro minutos. Na Coreia do Sul, foi lançado pela Next Entertainment World em 8 de junho de 2017. De acordo com a distribuidora, o filme foi vendido antes do lançamento local para 115 países, incluindo América do Norte, América do Sul, França, Alemanha, Espanha, Itália, Austrália, Taiwan e Filipinas. Mais tarde, foi vendido para territórios adicionais que incluem Japão, China, Singapura e Índia, aumentando para um total de 136 países em todo o mundo.